# Tenis na Letních olympijských hrách 1992
Tenis na Letních olympijských hrách 1992 v Barceloně měl na programu celkem čtyři soutěže, v jehož rámci se představily mužská dvouhra a čtyřhra, stejně jako ženská dvouhra a čtyřhra.
Poražení semifinalisté nehráli zápas o třetí místo a automaticky obdrželi bronzové medaile.

## Olympijský turnaj
Olympijský turnaj se konal mezi 28. červencem až 8. srpnem 1992 na otevřených antukových dvorcích v Barceloně. Dějištěm se stal areál Tennis de la Vall d'Hebron ležící v barcelonské čtvrti Horta-Guinardó. Přestavěn byl v roce 1991 a ze sedmnácti kurtů bylo pro olympiádu použito devět. Ve dvouhrách i čtyřhrách proběhly kvalifikace do hlavních soutěží.
Na hrách naposledy startoval společný československý olympijský tým, který v tenise nezískal ani jednu medaili.
Pořadí národů vyhrály Spojené státy, jejichž tenisti vyhráli dvě soutěže. V mužském singlu triumfoval Švýcar Marc Rosset, jenž ve finále přehrál španělského olympionika Jordiho Arreseho a stal se prvním švýcarským olympijským vítězem v tenisu. Ženskou dvouhru ovládla 16letá americká teenagerka Jennifer Capriatiová po výhře nad německou obhájkyní titulu Steffi Grafovou.
Mužskou deblovou soutěž opanovala německá dvojice wimbledonských vítězů Boris Becker a Michael Stich, když v boji o zlatý kov porazila jihoafrický pár Wayne Ferreira a Piet Norval.
V ženské čtyřhře triumfovala americká dvojice Gigi Fernándezová a Mary Joe Fernandezová poté, co její členky zdolaly španělské reprezentantky Conchitu Martínezovou s Arantxou Sánchezovou Vicariovou.

## Přehled medailí

### Medailisté
| Soutěž         | Zlato                                                                    | Stříbro                                                            | Bronz                                                     |
| Mužská dvouhra | Marc Rosset · Švýcarsko (SUI)                                            | Jordi Arrese · Španělsko (ESP)                                     | Goran Ivanišević · Chorvatsko (CRO)                       |
| Mužská dvouhra | Marc Rosset · Švýcarsko (SUI)                                            | Jordi Arrese · Španělsko (ESP)                                     | Andrej Čerkasov · Sjednocený tým (EUN)                    |
| Ženská dvouhra | Jennifer Capriatiová · Spojené státy americké (USA)                      | Steffi Grafová · Německo (GER)                                     | Mary Joe Fernandezová · Spojené státy americké (USA)      |
| Ženská dvouhra | Jennifer Capriatiová · Spojené státy americké (USA)                      | Steffi Grafová · Německo (GER)                                     | Arantxa Sánchez Vicariová · Španělsko (ESP)               |
| Mužská čtyřhra | Boris Becker · Michael Stich · Německo (GER)                             | Wayne Ferreira · Piet Norval · Jihoafrická republika (RSA)         | Goran Ivanišević · Goran Prpić · Chorvatsko (CRO)         |
| Mužská čtyřhra | Boris Becker · Michael Stich · Německo (GER)                             | Wayne Ferreira · Piet Norval · Jihoafrická republika (RSA)         | Javier Frana · Christian Miniussi · Argentina (ARG)       |
| Ženská čtyřhra | Gigi Fernándezová · Mary Joe Fernandezová · Spojené státy americké (USA) | Conchita Martínezová · Arantxa Sánchez Vicariová · Španělsko (ESP) | Leila Meschiová · Nataša Zverevová · Sjednocený tým (EUN) |
| Ženská čtyřhra | Gigi Fernándezová · Mary Joe Fernandezová · Spojené státy americké (USA) | Conchita Martínezová · Arantxa Sánchez Vicariová · Španělsko (ESP) | Nicole Bradtkeová · Rachel McQuillanová · Austrálie (AUS) |

### Pořadí národů
| Pořadí | Země                         | Zlato | Stříbro | Bronz | Celkově |
| 1.     | Spojené státy americké (USA) | 2     | 0       | 1     | 3       |
| 2.     | Německo (GER)                | 1     | 1       | 0     | 2       |
| 3.     | Švýcarsko (SUI)              | 1     | 0       | 0     | 1       |
| 4.     | Španělsko (ESP)              | 0     | 2       | 1     | 3       |
| 5.     | Jihoafrická republika (RSA)  | 0     | 1       | 0     | 1       |
| 6.     | Chorvatsko (CRO)             | 0     | 0       | 2     | 2       |
| 6.     | Sjednocený tým (EUN)         | 0     | 0       | 2     | 2       |
| 8.     | Argentina (ARG)              | 0     | 0       | 1     | 1       |
| 8.     | Austrálie                    | 0     | 0       | 1     | 1       |